# Всероссийский НИИ гидротехники и мелиорации имени А. Н. Костякова
Федеральный научный центр гидротехники и мелиорации имени А. Н. Костякова (ФНЦ ВНИИГиМ имени А. Н. Костякова) — советское и российское научное учреждение в области гидромелиоративных сооружений и мелиорации земель сельскохозяйственного назначения.

## История
Институт гидротехники и мелиорации был создан в 1924 году как часть Государственного института сельскохозяйственных мелиорации (ГИСХМ).
С 1929 года входил в систему Всесоюзной академии сельскохозяйственных наук им. В. И. Ленина.
В 1930-е годы созданы первая советская дождевальная установка ВНИИГиМ-I, двухконсольный дождевальный агрегат ДДА-100, дождевальная установка КДУ-38.
В первое время институт изучал технологии орошения в хлопкосеющих районах страны, боролся с засухой в Заволжье, проблемы болот. Осушил переувлажнённые земли Нечернозёмной зоны России. Провёл культуртехнические работы.
В 1950 году при институте было 19 опытно-мелиоративных станций и 15 опорных пунктов.
К этому времени учёные создали ряд теорий: поверхностного орошения, полива дождеванием. Также разработали машины для этого применения.
С 1964 года по 1991 год входит в систему Министерства мелиорации и водного хозяйства СССР.
В 1980 году четверть поливальных в СССР создано по технологии института.
С 1991 года по 1993 год находится в ведомстве Министерства сельского хозяйства и продовольствия Российской Федерации.
С 1993 года по 2013 год в ведомстве Российской академии сельскохозяйственных наук.
В 2014 года в ФАНО России.
С 2018 года по настоящее время ФГБНУ «ФНЦ ВНИИГиМ им. А. Н. Костякова» находится в ведомстве Министерства науки и высшего образования Российской Федерации.
В разные годы в институте работали А. Н. Костяков, А. Д. Брудастов, И. А. Шаров, Е. А. Замарин, А. В. Потапов, Л. П. Розов, С. В. Астапов, В. Я. Милович, Б. С. Маслов, Ф. А. Флорин, И. М. Нестеренко, Б. Б. Шумаков, Б. М. Кизяев, В. А. Шевченко.

## Направления деятельности
В ВНИИГиМ ведутся работы по направлениям: мелиорация земель, природоохранные и информационные технологии, рекультивация и охрана земель, управление плодородием земель Нечерноземной зоны, развитие мелиоративно-водохозяйственного комплекса, экосистемное водопользование и предотвращение опустынивания земель, гидротехника и гидравлика, механизация мелиоративных работ, орошаемое земледелие..
С 1930 года в ВНИИГиМ работает диссертационных совет. В разные годы функционировали до 4 специализированных советов. За весь период их работы защищено около 970 диссертаций, из которых 60 докторских.
Ведется подготовка научных и научно-педагогических кадров в области сельскохозяйственных наук по группе научных специальностей «Агрономия, лесное и водное хозяйство», научная специальность «Мелиорация, водное хозяйство и агрофизика».

## Филиалы
В структуру Центра входят три филиала: Мещерский (Рязанская область), Калмыцкий (Элиста) и ВНИИОЗ (Волгоград).

## Награды
- В 1972 году за «Достижение наивысших результатов в всесоюзном социалистическом соревновании в ознаменование пятидесятилетия образования Союза Советских Социалистических Республик» коллектив института был награжден юбилейным почетным знаком.
- В 1979 году за «Достигнутые успехи в развитии мелиоративной науки и подготовке научных кадров» институт получил орден Трудового Красного знамени[2].